# 카미세세 마라

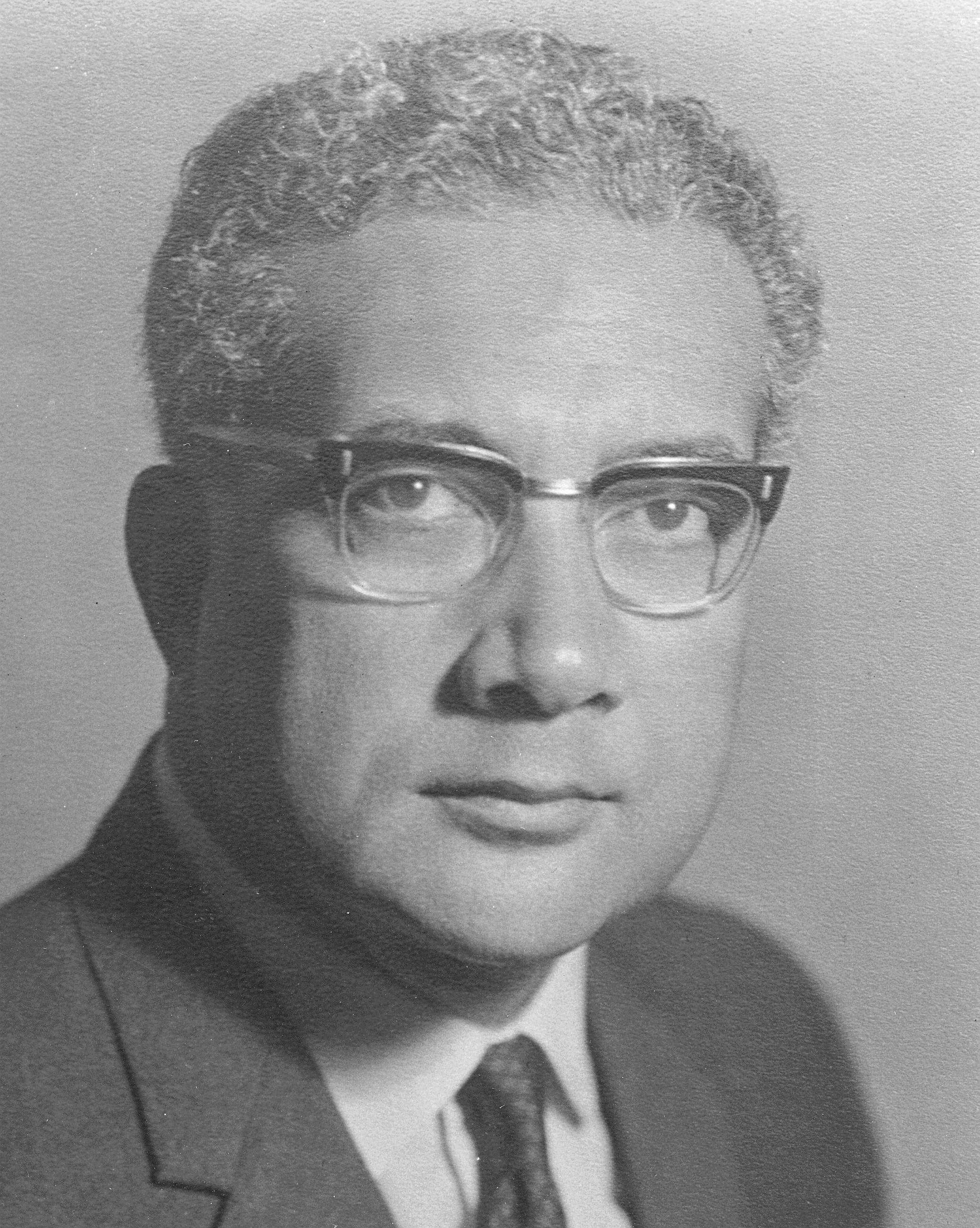
카미세세 마라

카미세세 마라(Kamisese Mara)는 피지의 정치인이다. 1967년-1987년, 1987년-1992년 총리를 역임하여으며, 1993년-2000년 대통령을 역임하였다.
| 없음 | 제1대 대통령 | 조세파 일로일로 |

| 카미세세 마라 | 제3대 대통령 2000년 7월 13일 ~ 2006년 12월 5일 | 프랭크 바이니마라마 |